# Интерфакс-Религия
«Интерфа́кс-Рели́гия» — российский информационный веб-портал, подразделение информационной группы «Интерфакс». Этот интернет-ресурс был запущен 20 декабря 2004 года при поддержке Межрелигиозного совета России. Главный редактор — Валентина Трубецкая.

## История
Сайт «Интерфакс-Религия» появился после того, как протоиерей Всеволод Чаплин достигнул соглашения с «Интерфаксом» о создании специализированного портала, посвящённого религии.
В октябре 2009 года в московском районе Медведково произошло жестокое избиение внештатного корреспондента «Интерфакс-Религии» Ольги Гумановой, расследовавшей ситуацию вокруг приюта при Боголюбском монастыре во Владимирской области, откуда сбежали несколько воспитанниц, и получавшей угрозы. Девушка не была ограблена, несмотря на наличие при себе денег, золотых украшений и мобильного телефона.
В декабре 2010 года сайт «Интерфакс-Религия» подвергся ночной DDoS-атаке и отключился, но позже его работа была восстановлена.
В октябре 2014 года «Интерфакс-Религия» попал в «чёрный список» из 50 сайтов, запрещённых Службой связи при правительстве Таджикистана, и несколько раз блокировался и разблокировался местными интернет-провайдерами и сотовыми операторами. По мнению правозащитников, это было связано с акциями оппозиции.
В декабре 2022 года сайт «Интерфакс-Религия» прекратил свою работу. Какие-либо объяснения этому руководством Интерфакса не давались. В настоящее время при попытке войти на сайт появляется объявление: «Самые важные новости о религиозной жизни в России и за рубежом доступны на сайтах www.interfax.ru и www.interfax-russia.ru».

## Контент

### Новости
Портал содержит новости о религиозной жизни в России и за рубежом в свободном доступе в полнотекстовых версиях на русском и английском языках. Также предусмотрен бесплатный доступ к архиву религиозных новостей «Интерфакса» с 1989 года. Наиболее важные новости портала публикуются на основной ленте агентства и включаются в его платную рассылку, распространяемую на аудиторию около 20 тыс. подписчиков в разных странах мира.
Новостную ленту можно настраивать индивидуально, автоматически отбирая материалы по типу, теме и географическому охвату — например, только о православии на Украине или только об исламе в Башкирии.

### Пропорции
Доля новостей о той или иной религиозной организации в общем новостном потоке должна соответствовать численности её приверженцев и влиянию в обществе — таков декларируемый редакцией портала принцип его работы. Все новости портала делятся на потоки по рубрикам следующим образом:
- Православие
- Ислам
- Иудаизм
- Буддизм
- Католичество и протестантизм
- Национальные религии
- Новые религиозные движения
- Атеизм и секуляризм
- Диалог

### Остальное
На сайте представлены эксклюзивные интервью и аналитика, а также результаты тематического мониторинга центральных, региональных и религиозных печатных и электронных СМИ, включая интернет-ресурсы, теле- и радиопередачи, посвящённые религиозной жизни.
Кроме того, ведётся специальная рубрика «Памятные даты», где указываются крупнейшие религиозные праздники и основные биографические вехи ведущих духовных лидеров России, стран ближнего и дальнего зарубежья. Есть и «Справочные материалы», в том числе биографии значимых персон, статистические данные по конфессиям и др.
В декабре 2009 года стартовал совместный проект портала «Интерфакс-Религия» и Московского государственного лингвистического университета (МГЛУ) — еженедельно обновляемая интерактивная карта 25 тыс. религиозных общин России, их точных названий, местоположения и др. сведениях, классифицированных по 12 категориям.

## Отзывы
Кандидат филологических наук, доцент кафедры политических и общественных коммуникаций Школы медиакоммуникаций РАНХиГС и журналистка Ксения Лученко указывает, что «Интерфакс-Религия» «долгие годы был самым оперативным, как бы независимым и при этом аффилированным лично с Чаплиным источником информации о церковных делах». Лученко также обращает внимание на то, что мнение любого представителя РПЦ, в том числе простого священника, диакона или архиерея, в заголовке новости портала обычно преподносилось как мнение всей РПЦ («В РПЦ считают…» или «РПЦ раскритиковала…»).

### Положительные
Патриарх Московский и всея Руси Кирилл:

С удовольствием вспоминаю, как в 2004 году нашими совместными усилиями при поддержке Межрелигиозного совета России был создан портал «Интерфакс-Религия», который стал одним из крупнейших информационных ресурсов, посвящённых новостям и аналитике в религиозной сфере. За это время он стал надёжным ориентиром для тех, кто ищет правдивые сведения о событиях в жизни Русской православной церкви и других традиционных общин.

Папский нунций в России Антонио Меннини:

«Интерфакс-Религия» — надёжный источник фактов и объективных комментариев.

Главный раввин России Берл Лазар:

Не могу не отметить прекрасную работу новостной службы «Интерфакс-Религии», ставшей за годы своего существования одним из самых авторитетных в мире источников информации о жизни верующих людей в России, в том числе о нашей общине. Ваша работа очень нужна людям в России и за её пределами. Вы выполняете свой журналистский долг на самом высоком профессиональном уровне.

Председатель Центрального духовного управления мусульман, Верховный муфтий России, шейх аль-ислам Талгат Таджуддин:

Ваше просветительское служение позволяет миллионам людей быть в курсе событий. От имени многопредставительной паствы ЦДУМ России поздравляем ИА «Интерфакс» с 25-летним юбилеем и «Интерфакс-Религия» с 10-летием профессиональной деятельности, а также искренне благодарим за своевременное освещение новостей, в частности, работы ЦДУМ России.

### Критические
Председатель Духовного управления мусульман Чувашии Айрат Хайбулов:

На сайте «Интерфакс-Религия» предвзятое отношение к исламу и недостоверная информация во многих случаях. Нередко случалось, что изложенная информация на этом сайте не соответствовала действительности на 100 процентов. О каком освещении событий в мусульманской общине они говорят? Нет этого. Когда к делу приступают неспециалисты, а тем более в средствах массовой информации, получается однобокая либо недостоверная информация. Я полагаю, что это непрофессионализм, люди некомпетентны во многих вопросах религии, особенно в том, что касается ислама.

Доктор исторических наук, член-корреспондент РАН, востоковед, член научного совета Российского совета по международным делам Виталий Наумкин:

Я не склонен преувеличивать масштабы исламофобии, но то, что этот сайт перенасыщен негативной информацией об определённого рода исламских движениях, дрязгах и т. д., безусловно, создаёт негативный образ мусульманской общины. Чтобы положить этому конец, необходимо создать мощную информационную завесу, больше публиковать позитивных материалов.

Религиовед, социолог религии, публицист и журналист Роман Лункин в публикации на сайте Славянского правового центра обвиняет портал в нарушении журналистской этики, хулиганстве. Лункин называет портал «пропатриархийным», «православной направленности», и заявляет, что портал является агентом идеологического влияния «Союза православных граждан» в лице его основателя Кирилла Фролова..